# Chiesa vetero-cattolica della Repubblica ceca
La Chiesa vetero-cattolica della Repubblica ceca ((CS)  Starokatolická církev v České republice) è il membro ceco dell'Unione di Utrecht; i suoi fedeli sono circa 3000. La Chiesa fa inoltre parte del Consiglio ecumenico delle Chiese e della Conferenza delle Chiese europee. L'organo giornalistico ufficiale è Communio.

## Storia
In Boemia, in particolare nelle città industriali del nord, il vetero-cattolicesimo si diffuse fin dal 1871. Il sacerdote di Varnsdorf Anton Nittel partecipò al Congresso vetero-cattolico di Monaco di Baviera. Nel 1872 fu creata a Varnsdorf la prima parrocchia vetero-cattolica. Nel 1877 la Chiesa vetero-cattolica ricevette status giuridico dall'Impero austriaco. Nel 1880 è stata istituita la cattedra episcopale per i vetero-cattolici austriaci, dal 1897 con sede a Varnsdorf, sede che rimarrà alla Chiesa cecoslovacca dal 1920, quando con la dissoluzione dell'Impero austro-ungarico anche la chiesa vetero-cattolica si dividerà (la parte austriaca porrà il suo seggio vescovile a Vienna. Primo vescovo fu Miloš Čech. Nel 1924 fu eletto vescovo Alois Pašek, che ricevette la consacrazione a Berna lo stesso anno. Nel 1968 fu eletto vescovo Augustin Podolak. L'attuale vescovo (dal 1991) è Dušan Hejbal.
Nel 1993, in seguito alla dissoluzione della Cecoslovacchia, anche la Chiesa vetero-cattolica si scisse nelle due realtà nazionali ceca (che fa tuttora parte dell'Unione di Utrecht) e slovacca (che in seguito lascerà l'Unione).
Nel 2001 ospitò il primo Congresso vetero-cattolico internazionale in un Paese dell'ex blocco orientale.

## Clero
Oggi la Chiesa conta sei sacerdoti che servono 13 parrocchie. Può accedere al clero di questa Chiesa l'uomo che abbia completato studi teologici presso il Seminario e l'Università e superato l'esame per l'ordinazione. Il Vescovo è scelto dal Sinodo Generale e consacrato da almeno tre vescovi membri della Conferenza episcopale vetero-cattolica internazionale. I sacerdoti non hanno obbligo di celibato. La liturgia è simile a quella della Chiesa cattolica.
La Chiesa dal 2003 impartisce l'ordine alle donne fino al grado del diaconato, ma non ha abbandonato la piena comunione con quelle Chiese dell'Unione di Utrecht che impartiscono questo sacramento anche nei gradi superiori.
Parrocchie vetero-cattoliche (in genere con luoghi di culto comuni alla Chiesa anglicana) sono presenti a Brno, Dešná, Havlíčkův Brod, Jablonec nad Nisou, Jihlava, Pacov, Pelhřimov, Praga, Strakonice, Šumperk (da cui dipende una cappella a Český Těšín), Tábor, Varnsdorf, Zlín.

## Vescovi
- Miloš Čech (1880 - 1922)
- Alois Pašek (1924 - 1946)
- Václav Jaromír Ráb (1946 - 1950, amministratore apostolico, non fu mai vescovo)
- Augustin Podolak (1950 - 1956 amministratore apostolico; 1956 - 1968 amministratore apostolico senza l'approvazione statale; 1968 - 1972 vescovo; 1972 - 1991 vescovo senza l'approvazione statale)
- Dušan Hejbal (eletto nel 1991, consacrato nel 1997, dimesso nel 2016)
- Pavel Benedikt Stránský (eletto nel 2016, consacrato nel 2017)